# Ruizita
La ruizita és un mineral de la classe dels silicats, que pertany i dona nom al grup de la ruizita. Rep el nom pel Sr. Joe Ana Ruiz (1924-2017), farmacèutic, mineralogista i col·leccionista de minerals de Mammoth, Arizona.

## Característiques
La ruizita és un silicat de fórmula química Ca₂Mn3+₂[Si₄O11(OH)₂](OH)₂·2H₂O. Va ser aprovada com a espècie vàlida per l'Associació Mineralògica Internacional l'any 1977. Cristal·litza en el sistema monoclínic. La seva duresa a l'escala de Mohs és 5.
L'exemplar que va servir per a determinar l'espècie, el que es coneix com a material tipus, es troba conservat a l'Smithsonian, situat a Washington DC (Estats Units), amb el número de registre: 136689.

## Formació i jaciments
Va ser descoberta a la mina Christmas, situada a la localitat de Christmas, dins el districte miner de Banner (Arizona, Estats Units). També ha estat descrita a les mines de Cornwall (Comtat de Lebanon, Pennsilvània), a la mina Cerchiara (Ligúria, Itàlia), i a les mines N'Chwaning i Wessels (Cap Septentrional, Sud-àfrica). Aquests indrets són els únics de tot el planeta on ha estat descrita aquesta espècie mineral.